# Kalyanpur (Saptari)
Pour les articles homonymes, voir Kalyanpur.
Kalyanpur (en népalais : कल्याणपुर) est un comité de développement villageois du Népal situé dans le district de Saptari. Au recensement de 2011, il comptait 8 724 habitants.